# 仁二路
仁二路是台灣基隆市市中心的主要道路之一，位於仁愛區，屬於市區道路，不分段。全線為西行單行道，愛一路至愛三路間為六線道，路寬32.1公尺為全市第二寬，基隆市公車二信循環站即在本路段；愛三路至劉銘傳路間為雙線道，路寬11公尺。西端與忠一路直通（但忠一路為雙向道，因此北側四車道與忠一路西行相接，南側兩車道僅能左轉愛一路及愛二路），兩路間以中山高東岸高架道路為分界。

## 概況
仁二路為基隆市區重要之道路，全線商家林立，便利商店數量居全市道路之冠，基隆愛四路夜市也在此分段；
- 愛一路至愛三路

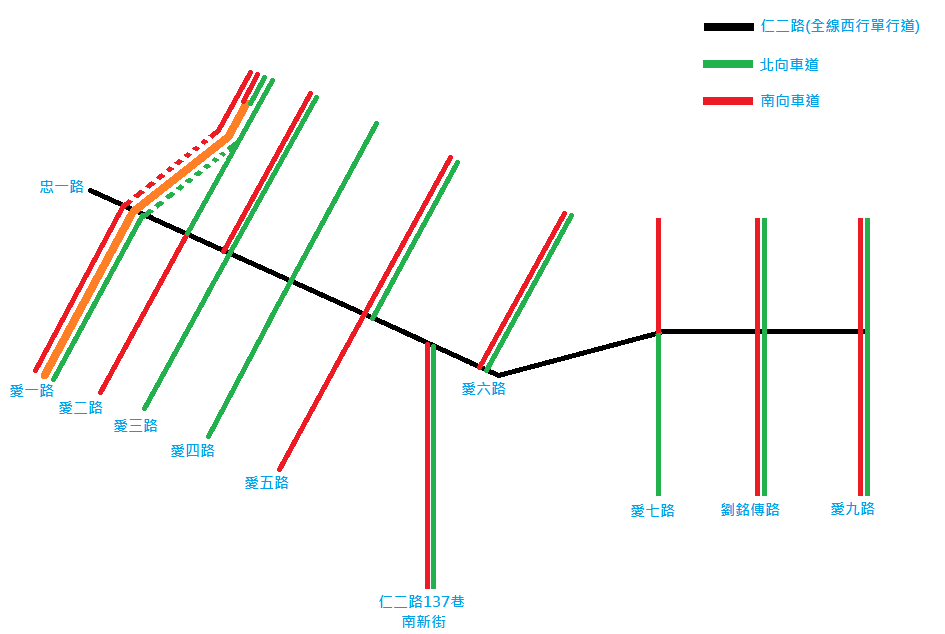
仁二路示意圖

因基隆市公車往市區進入市區第一站即為二信循環站，公車在此停靠經常使交通打結，還有經常佔用公車停靠區之計程車也是公車難以停靠的因素之一，車輛經常在此交錯行駛。由於本路段車輛繁多，因此循環站在愛二路口規劃行人穿越道，而仁二路愛三路口則有人行地下道供行人使用。
- 愛三路至劉銘傳路

本段為基隆商業最鼎盛之區域，麥當勞愛三路餐廳為一人潮聚集處，愛四路口人車潮眾多時經常互相搶道；本路段匯集南新街及路旁其他社區以及部分信義區車流，加上兩間國小並存，尖峰時間經常塞車。

## 沿線設施
（由西到東）
- 愛一路
  - MOYA百貨
  - 亞都蛋糕
  - 元定食
  - 合作金庫基隆分行
  - 何嘉仁美語
- 愛二路
  - 基隆二信營業部
  - 寶評書局
  - 基隆東岸廣場
  - 吉祥大樓
- 愛三路
  - 麥當勞愛三路餐廳
  - NET
  - 地球村美日語
  - 格子趣
  - 凱悅KTV
  - AT13
  - 曼都髮型
  - 統一超商基隆新廟口店
  - 煎茶院
- 愛四路
  - 彰化銀行基隆分行
  - 元富證券
  - 定食8
  - 歐香精品商務旅店
  - 全國電子
  - La New
  - 摩斯漢堡基隆店
  - 上海商業儲蓄銀行基隆分行
  - 全家便利商店基隆仁二店
  - 萊爾富基隆隆卓店
  - 濟州豆腐鍋之家基隆店
  - 生活工場基隆店
  - 朋廚基隆1店
  - 統一超商基隆極致店
  - 大眾滷味基隆總店
  - 麗嬰房
  - 愛的世界
  - 百事特基隆仁二門市
  - open for kids基隆店
  - 基隆一信仁二路分社
  - Easy Shop
  - 富豪眼鏡
  - 拿坡里披薩基隆店
- 愛五路
  - 學生堂
  - 文友書局
  - 盧耳鼻喉科
  - 佳音英語
  - 基隆市仁愛區仁愛國民小學
  - 台灣電力公司基隆大樓
  - 基隆市仁愛區信義國民小學
- 愛六路
  - 台豐文具行
  - 統一超商基隆新福成店
  - 樂食義大利麵
  - 基隆市警察局第一分局延平街派出所
  - 基督教信義會
  - 東方帝景
- 愛七路
  - OK便利店基隆延平店
  - 中華郵政基隆仁二路郵局
  - 日出茶太基隆仁二店
  - 統一超商基隆仁二店
- 劉銘傳路